# بلدة كوتاغ غروف (ويسكونسن)
كوتاغ غروف (بالإنجليزية: Cottage Grove (town), Wisconsin)‏ هي بلدة تقع بولاية ويسكونسن في الولايات المتحدة. بلغ عدد سكانها 3839 نسمة في عام 2000 حسب إحصاء مكتب تعداد الولايات المتحدة .

## وصلات خارجية
- Town of Cottage Grove, Wisconsin
- The US50 - Cities and Towns in Wisconsin State
- Wisconsin Cities and Towns, Facts, Map, Flag, Colleges, Government, and More